# احیون (یمن)
 احیون  به عربی ( الأَحیُون )، روستایی است در دهستان وزاعیه از توابع استان تَعِز در کشور یمن در شبه جزیره عربستان.

## جمعیت
جمعیت آن (۴۵ ) نفر (۵ خانوار) می‌باشد.